# آخرین خواجه
آخرین خواجه (انگلیسی: Li Lianying: The Imperial Eunuch) فیلمی در ژانر زندگینامه‌ای است. از بازیگران آن می‌توان به جیانگ ون اشاره کرد.